# Martin Frank (Kabarettist)

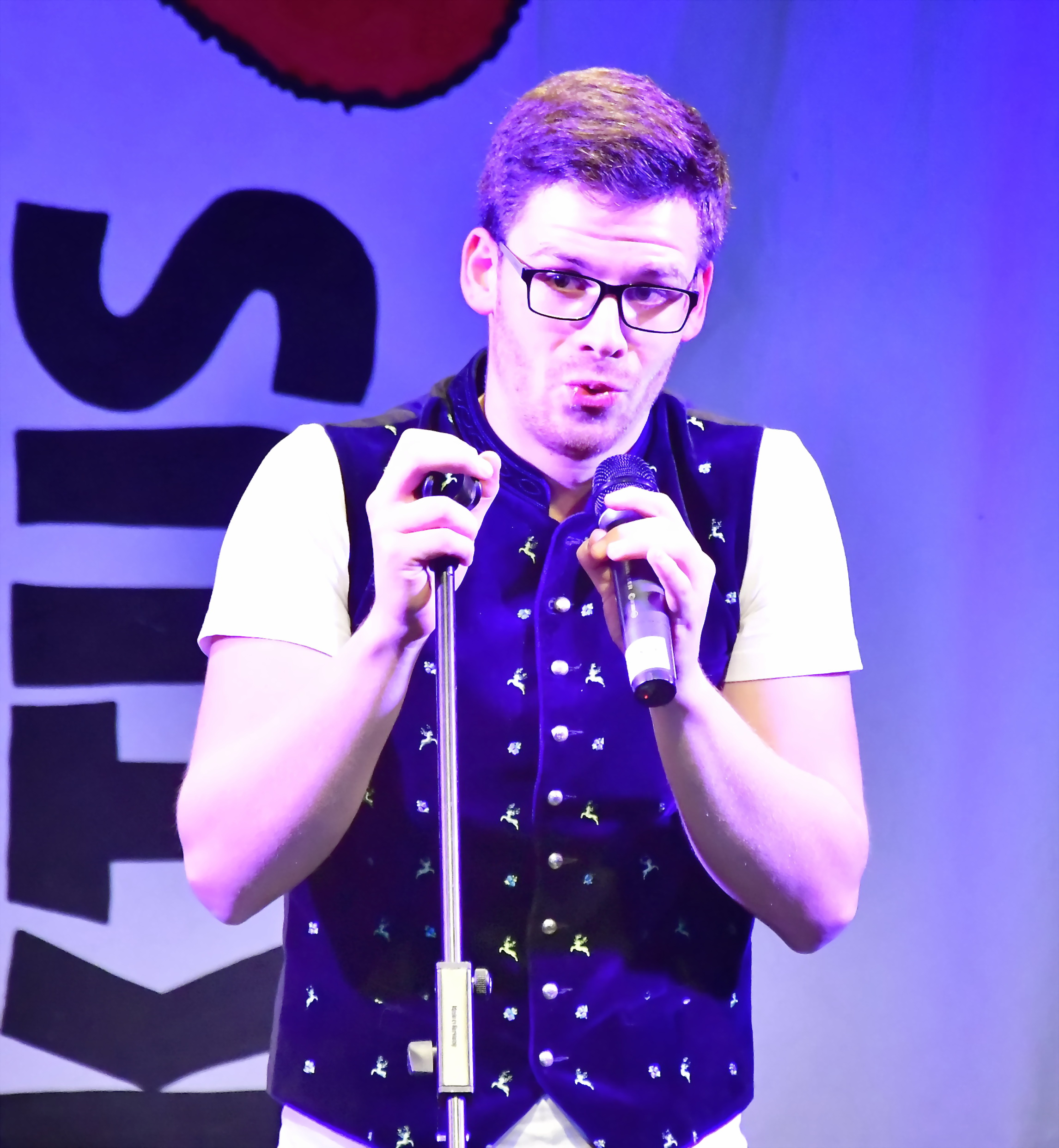
Martin Frank beim Kabarett Kaktus 2016

Martin Frank (* 1992 in Hutthurm) ist ein deutscher Komiker, Moderator und Schauspieler.

## Leben
Frank wuchs bei seinem Vater mit einem jüngeren Bruder auf einem Bauernhof in Niederbayern auf. Nach einer Ausbildung zum Standesbeamten und Kirchenorganisten holte er sein Abitur an der BOS in Passau nach. Anschließend absolvierte er eine dreijährige Schauspielausbildung an der Schauspielschule Zerboni in München. Seit seinem 16. Lebensjahr nimmt er klassischen Gesangsunterricht bei den Opernsängern Miyase Kaptan in Passau und Florian Dengler in München. Er war als Kirchenmusiker aktiv. Gemeinsam mit Franziska Wanninger schrieb er ein humoristisches Buch über Bayern, das 2020 mit dem Titel Der famose Freistaat. Bayern verstehen für Anfänger und Fortgeschrittene im Rowohlt Verlag erschienen ist. Es war mehrere Wochen auf der Bestsellerliste des Magazins Der Spiegel.
Martin Frank lebt in München und Hutthurm.

## Kabarett
Im Alter von 16 Jahren begann Frank, Texte zu schreiben und damit aufzutreten. Als seine Vorbilder nannte er Monika Gruber, Gerhard Polt und Hape Kerkeling. Sein erstes abendfüllendes Programm Ich pubertiere! präsentierte er mit 19 Jahren. Sein Soloprogramm Alles ein bisschen anders – Vom Land in d’Stadt feierte im Oktober 2015 im Schlachthof in München Premiere. Die Kabarettistin Monika Gruber holte ihn schon mehrmals als „Azubi“ zu sich auf die Bühne. Im März 2018 feierte sein Soloprogramm Es kommt wie's kommt! in Passau Premiere. Mit seiner Kollegin Franziska Wanninger war er seit Oktober 2018 mit dem Programm Wia d'Semmel so da Knödel (Regie: Claudia Schlenger und Hanns Meilhamer) gemeinsam auf Tour durch Bayern. Im Oktober 2020 hatte das dritte Soloprogramm „Einer für alle – Alle für keinen“ im Münchner Lustspielhaus Premiere.

## Programme
- 2011: Ich pubertiere
- 2015: Alles ein bisschen anders – Vom Land in d’Stadt
- 2018: Es kommt wie’s kommt!
- 2018: Wia d’Semmel so da Knödel mit Franziska Wanninger
- 2020: Einer für alle – Alle für keinen!
- 2023: Wahrscheinlich liegt's an mir

## Schauspiel
Bereits mit 15 Jahren stand Frank bei verschiedenen Volkstheatern auf der Bühne. Außerdem war er Mitglied im Jugendclub des Stadttheaters Passau (Macbeth, Der Besuch der alten Dame). In der Schauspielschule wirkte er in verschiedenen Theaterproduktionen mit (u. a. Lieblingsmenschen, Die lächerliche Finsternis, Ewig rauschen die Gelder). Erste Dreherfahrungen sammelte er als Spurensicherer bei den Rosenheim-Cops im ZDF. Dazu kommt eine Episodenrolle in der ARD-Serie Hubert ohne Staller (2021) Folge 148 „Tod dem König“.
Von August 2017 bis 2018 verkörperte Frank, unter der Regie von Gabi Rothmüller, den Siegfried in Siegfried – Götterschweiß und Heldenblut im Lustspielhaus München.

## Veröffentlichungen
- Mit Franziska Wanninger: Der famose Freistaat. Bayern verstehen für Anfänger und Fortgeschrittene. Rowohlt Verlag, Hamburg 2020, ISBN 978-3-499-00190-1.
- Oma, ich fahr schon mal den Rollstuhl vor! Als ich vom Enkel zum Pfleger wurde. Rowohlt Verlag, Hamburg 2023, ISBN 978-3-499-01126-9.

## Kabarett im TV
- Brettl-Spitzen (BR)[7]
- Südwild (BR)
- Vereinsheim Schwabing (BR)
- Schlachthof (BR)
- Schwaben & Altbayern (BR)
- Wir in Bayern (BR)
- Freunde in der Mäulesmühle (SWR)
- Spätschicht (SWR)

## Kabarettauszeichnungen (Auszug)
- 2014: Niederbayerischer Kabarettpreis
- 2016: Freistädter Frischling (Publikums- und Jurypreis)
- 2016: Kulturförderpreis Landkreis Passau
- 2017: Goldener Stuttgarter Besen
- 2017: Obernburger Mühlstein (Publikums- und Jurypreis)
- 2018: Hamburger Comedy Pokal (3. Preis und Publikumspreis)
- 2018: Bayerischer Kabarettpreis (Senkrechtstarter-Preis)
- 2019: Prix Pantheon, Publikumspreis[8]
- 2019: Hessischer Kabarettpreis (Förderpreis)
- 2019: Der Schauer – Kulturpreis[9]
- 2019: Das große Kleinkunstfestival (Publikums- und Jurypreis)
- 2021: Sigi-Sommer-Taler
- 2022: Unterföhringer Publikumspreis[10]
- 2025: Dialektpreis Bayern[11]

## Soziales Engagement
Martin Frank ist seit 2017 Pate für „Schule ohne Rassismus – Schule mit Courage“ der Wirtschaftsschule und Berufsschule 2 in Passau.